# Josef Rixner
Josef Rixner (München-Schwabing, 1 mei 1902 – Garmisch-Partenkirchen, 25 juni 1973) was een Duits componist, dirigent, altviolist en pianist.

## Levensloop
Rixner werd in de kunstenaars-wijk Schwabing in München geboren en groeide daar op. Hij kreeg zijn basisopleiding in een middelbare school. Vanaf 1919 was hij als altviolist en later pianist in verschillende orkesten werkzaam. Als componist is hij meestal autodidact. In 1932 vertrok hij naar Berlijn en werkte aldaar als componist en dirigent tot 1944. In deze tijd ontstonden ook zijn werken voor het muziektheater, vooral voor het theater Admiralspalast. In zijn Revue Ein Kuß reist um die Welt werkten onder andere Rudolf Platte, Hilde Seipp en Aribert Mog mee.
In 1944 vertrok hij weer in zijn bakermat, naar Garmisch-Partenkirchen waar hij tot zijn overlijden in 1973 bleef.

## Composities

### Werken voor orkest
- 1937 Spitzbub, polka
- 1937 Tango-Poesie
- 1938 Caramba, Spaanse mars
- 1940 Nächtliche Gitarren, tango-ballade - tekst: Willy Dehmel
- 2. Rhapsodie - Ungarisch, voor orkest
- Abendlichter
- Achtung-Fertig-Los!
- Capriolen - Rondo capriccio
- Firlefanz, intermezzo voor orkest
- Fripon
- Goldene Leier
- Goldner Becher, intermezzo voor trompet en orkest
- Hopsassa, concertpolka
- Italienische Ouvertüre
- Kinderwünsche und Kinderträume
- Melodien der Freude
- O, Schönste Du!, tango
- Pony
- Rondo Capriccio-Capriolen
- Rote Rosen, tango
- Stern von Rio
- Tanz der Maske, serenade en capriccio voor orkest

### Werken voor harmonieorkest
- 1936 Bagatelle, ouverture
- 1936 Blauer Himmel, tango
- 1938 Malaga, Spaanse mars - tekst: Kurt Feltz
- 1940 Bayrische Hochzeit, wals
- 1940 Spanischer Marsch uit de suite "Frohes Wochenend'"
- 1940 Suite "Frohes Wochenend'"
- Europäischer Marsch
- Feierabend-Polka
- Italienische Serenade
- Klarinetten-Duo, voor twee klarinetten en harmonieorkest
- Landjäger-Marsch, op. 31
- Martini Marsch
- Posaunenwalzer
- Rhapsodie Nr. 1
- Werdenfelser Ländler

### Muziektheater

#### Operettes
| Voltooid in | titel                 | aktes   | première      | libretto                          |
| ----------- | --------------------- | ------- | ------------- | --------------------------------- |
| 1942        | Der liebe Augustin    | 3 aktes |               | Bruno Hardt-Warden, Rudolf Köller |
| 1942        | Der Vagabund von Wien |         | 1942, Berlijn |                                   |
|             | Der Musikant aus Wien |         |               |                                   |
|             | Staatskind            |         |               |                                   |

#### Balletten
| Voltooid in | titel                         | aktes | première | libretto | choreografie |
| ----------- | ----------------------------- | ----- | -------- | -------- | ------------ |
|             | Die bunte und die weiße Feder |       |          |          |              |

#### Revue
- 1939 Ein Kuß reist um die Welt - libretto: A. von Pinelli - première: 19 februari 1939 in Berlijn, Deutschlandhalle
- Kisuaheli